# Let My Children Hear Music
Let My Children Hear Music ist ein Jazzalbum von Charles Mingus. Es wurde in Großformat-Besetzung am 23. und 30. September sowie am 1. und 18. Oktober 1971 in New York City aufgenommen und erschien 1972 auf Columbia Records.
Das Album wird oft als eines der bedeutendsten Werke von Charles Mingus angesehen. Es zeichnet sich durch seine komplexe und innovative Komposition aus, die verschiedene Stile und Genres miteinander verbindet. Let My Children Hear Music stellt einen Wendepunkt in der Jazzmusik dar, da es neue Wege in der Orchesterkomposition und -arrangement erforschte. Mingus verwendete eine Vielzahl von Instrumenten und verbindet Elemente des Jazz, der Klassik und der Avantgarde-Musik. Das Album ist bekannt für seine reichhaltigen Harmonien, die Verwendung von ungewöhnlichen Rhythmen und kraftvollen Improvisationen.

## Das Album
In den Liner Notes der Original-LP dankte Mingus dem Produzenten Teo Macero für „seine unermüdlichen Anstrengungen bei der Produktion des besten Albums, das ich je aufgenommen habe.“ Teo Macero hatte zuvor die Geschäftsleitung von Columbia überzeugen können, mit dem Bassisten und Bandleader nach dessen fünfjährigen Rückzug von der Szene erneut einen Plattenkontrakt abzuschließen; Mingus hatte bereits 1959 mehrere Alben für das Label aufgenommen, darunter das legendäre Mingus Ah Um. Macero beauftragte den Komponisten und Bandleader 1971, ein Album für Columbia einzuspielen. Mingus hatte ursprünglich geplant, Let My Children Hear Music in kleiner Besetzung aufzunehmen und lediglich für die Komposition The Chill of Death ein größeres Orchester einzusetzen. Den Verantwortlichen in der Columbia-Zentrale erschien es jedoch unwirtschaftlich, all diese Musiker nur für einen Titel zu engagieren; sie fanden es sinnvoller, gleich die ganze Platte als Big-Band-Album zu konzipieren. Mingus wollte zunächst Thad Jones als Arrangeur und künstlerischen Leiter, was jedoch nicht realisiert werden konnte. Auf der Suche nach einem Ersatz für Thad Jones stieß Mingus auf Sy Johnson; er übergab ihm zur Vorbereitung auf das Projekt lediglich ein paar Tonbänder, einige Aufzeichnungen und Ideenskizzen, so zu The I of Hurricane Sue und ein Live-Album von 1965, aus dem zwei der auf Let My Children Hear Music aufgenommenen Stücke stammen.
The Shoes of the Fisherman’s Wife Are Some Jive Ass Slippers war von Mingus unter anderem Titel für sein Live-Album Music Written for Monterey 1965, Not Heard... Played in Its Entirety at UCLA eingespielt worden; der Original-Titel war „Once Upon a Time There Was a Holding Corporation Called Old America“. 1965 hatte Mingus die Komposition in Oktett-Besetzung eingespielt; Sy Johnson musste – da keine Noten vorhanden waren – die Musik von dem 1965er-Album abhören, transkribieren und für große Besetzung orchestrieren. Dies galt auch für die Komposition Don’t Be Afraid, The Clown’s Afraid Too, das ebenfalls erstmals 1965 auf dem UCLA-Konzert gespielt wurde. Zusätzlich zum Ensemble setzte Sy Johnson bei drei Stücken (The Shoes of the Fisherman’s Wife..., Adagio Ma Non Troppo und The Chill of Death) eine Besetzung aus zehn Holzbläsern (von Piccoloflöten bis Bassklarinetten), Blechbläsern, Waldhörnen, Tuba, seine Sektion aus sechs Bassisten und ein Cello ein. The Shoes of the Fisherman’s Wife... wurde erweitert und das Tempo gesteigert; Hauptsolisten waren hier Altsaxophonist Charles McPherson, Trompeter Lonnie Hillyer und Tenorsaxophonist Bobby Jones.

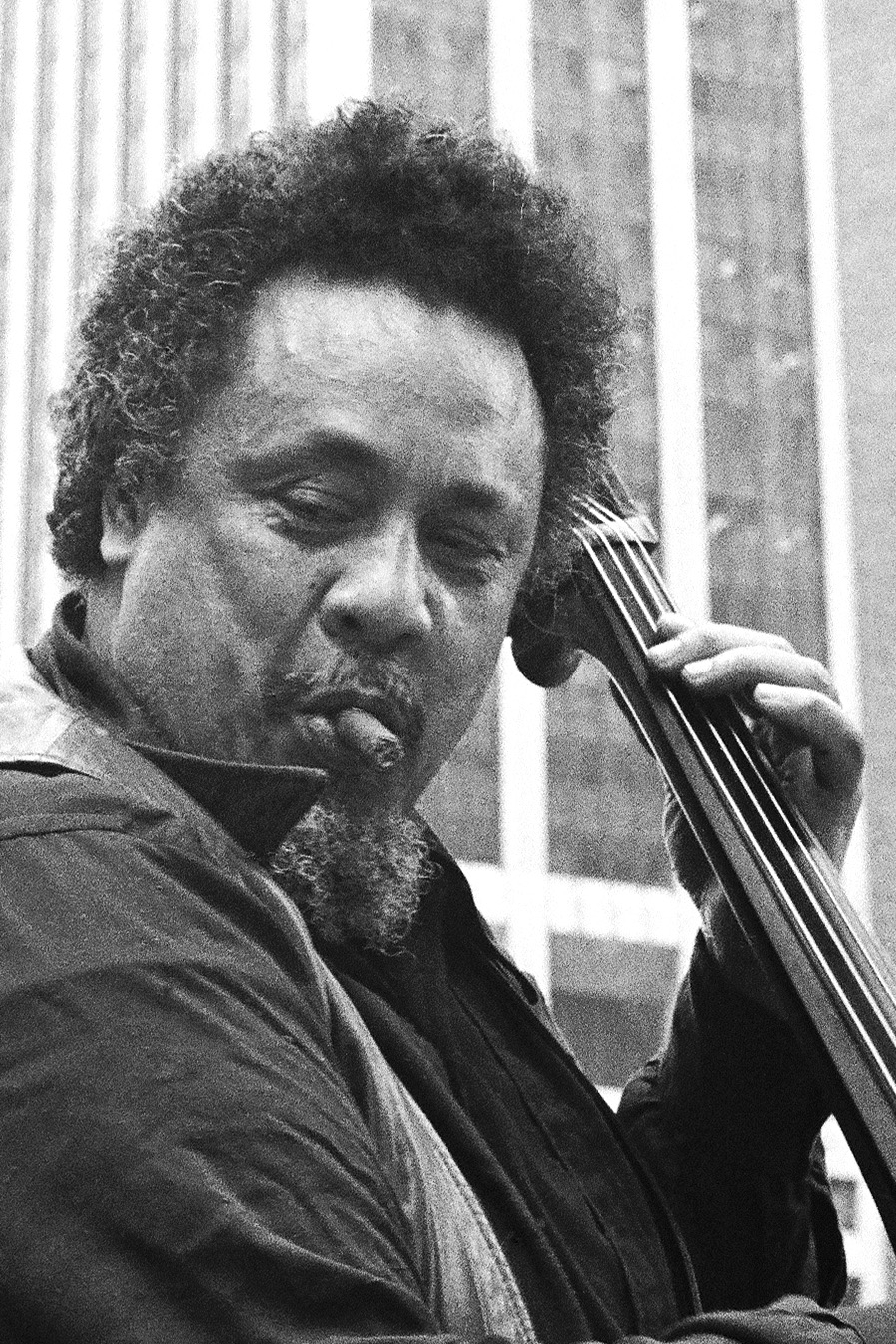
Charles Mingus (1976 in New York)

Ursprünglich eine Komposition für Solo-Piano war Adagio Ma Non Troppo; unter dem Titel Myself When I am Real hatte es Mingus im Juli 1963 für sein Album Mingus Plays Piano eingespielt. Die Transkription war Mingus dann von einem Fan zugesandt worden; Alan Ralph orchestrierte das Stück unter Einsatz der sechs Bassisten; das gestrichene Cellosolo wird von Charles McCracken gespielt.
Auch bei der Komposition Don’t Be Afraid, The Clown’s Afraid Too wurde das Tempo gegenüber dem Original von 1965 gesteigert. Ein Teil der Komposition entstammt einem noch früheren Werk Mingus’, nämlich The Clown; die Zirkus-Geräusche wurde später von Mingus und Macero eingefügt. Das folgende Eröffnungssolo wird von Trompeter Snooky Young gespielt. Es wurde auf Wunsch von Mingus genau so konzipiert, wie es zuvor von dem Trompeter Hobart Dotson gespielt worden war; Mingus verstand diese Passage als Ehrung für den verstorbenen Musiker. In der Mitte des Stücks hat Mingus ein – auf dieser Platte seltenes – Bass-Solo; die weiteren Hauptsolisten sind wieder McPherson, Hillyer und Bobby Jones.
Das kurze Taurus in the Arena of Life war von dem kleineren Ensemble für das Album aufgenommen, jedoch damals nicht auf der LP veröffentlicht worden, da es den Beteiligten nicht als die definitive Version erschien; es wurde erst mit der CD-Ausgabe 1992 veröffentlicht. Sy Johnson merkte später an, dass es mit dem Abstand von „20 Jahren, eingefügt in das Album, abgeschlossener klinge, zudem enthalte es einige schöne Passagen“. Das Stück beginnt mit einer von Roland Hanna gespielten kurzen Kadenz von Johann Sebastian Bach; Hanna hatte sie während der Session geprobt. Der Rest des Stücks ist rhythmisch eine Reminiszenz an die „spanischen“ Stücke seines Tijuana Moods Albums von 1957.
Das zehnminütige Hobo Ho hatte Mingus ursprünglich für das kurz zuvor erhaltene Guggenheim-Stipendium geschrieben; es wird von ihm selbst am Bass eröffnet; dazu steigt dann der Saxophonist James Moody ein, der über das Thema improvisiert. Es ist von Flying Home, einem der bekanntesten Titel von Illinois Jacquet inspiriert, den Mingus in den Liner Notes neben Coleman Hawkins zu seinen wichtigsten frühen Einflüssen zählt; Jacquets Original-Solo ließ er für den Saxophonpart transkribieren. Ursprünglich sollte Illinois Jacquet selbst den Part spielen, was aber aus Termingründen scheiterte.
Zu seiner Jugend-Komposition The Chill of Death schrieb der Komponist in den ursprünglichen Liner Notes: „Hier ist ein Stück, das ich 1939 schrieb; und ich schrieb es, weil ich 1939 gedacht habe, ich könnte es irgendwann einmal aufnehmen. Aber ich musste 30 Jahre warten, um dieses Stück zu spielen (…) Wäre ich in einem anderen Land oder als Weißer geboren, ich bin sicher, ich hätte meine Ideen schon viel früher ausdrücken können“. Zu Beginn rezitiert Mingus mit nuschelnder Stimme das titelgebende, von ihm selbst verfasste Gedicht, das von Poe beeinflusst ist. Das Arrangement von Mingus benutzt die Bass-Sektion, um eine dramatische Atmosphäre zu schaffen, die sich stilistisch an Filmmusiken für Horrorfilme anlehnt. Über diese Orchestrierung legt sich dann das Altsaxophon-Solo von Charles McPherson, stark an Charlie Parker erinnernd.
Die Komposition The I of Hurricane Sue, letztes Stück des Albums, widmete Mingus seiner Frau Sue; er schrieb, es sei „kein Stück über sie, nur ein Tribut von mir an sie, das ist alles“. Hurricane war der Spitzname, den Sue in ihrer Kindheit von ihren Brüdern erhalten hatte. Mingus schrieb es für das kleinere Ensemble; es eröffnet mit Klängen, die an Sturm- und Meeresbrandungs-Atmosphäre erinnern; Sy Johnsons Arrangement des Bläsersatzes folgt dieser turbulenten Stimmung, bevor sich dann McPherson, Jones und Hornist Julius Watkins solistisch entfalten können.

## Bewertung des Albums

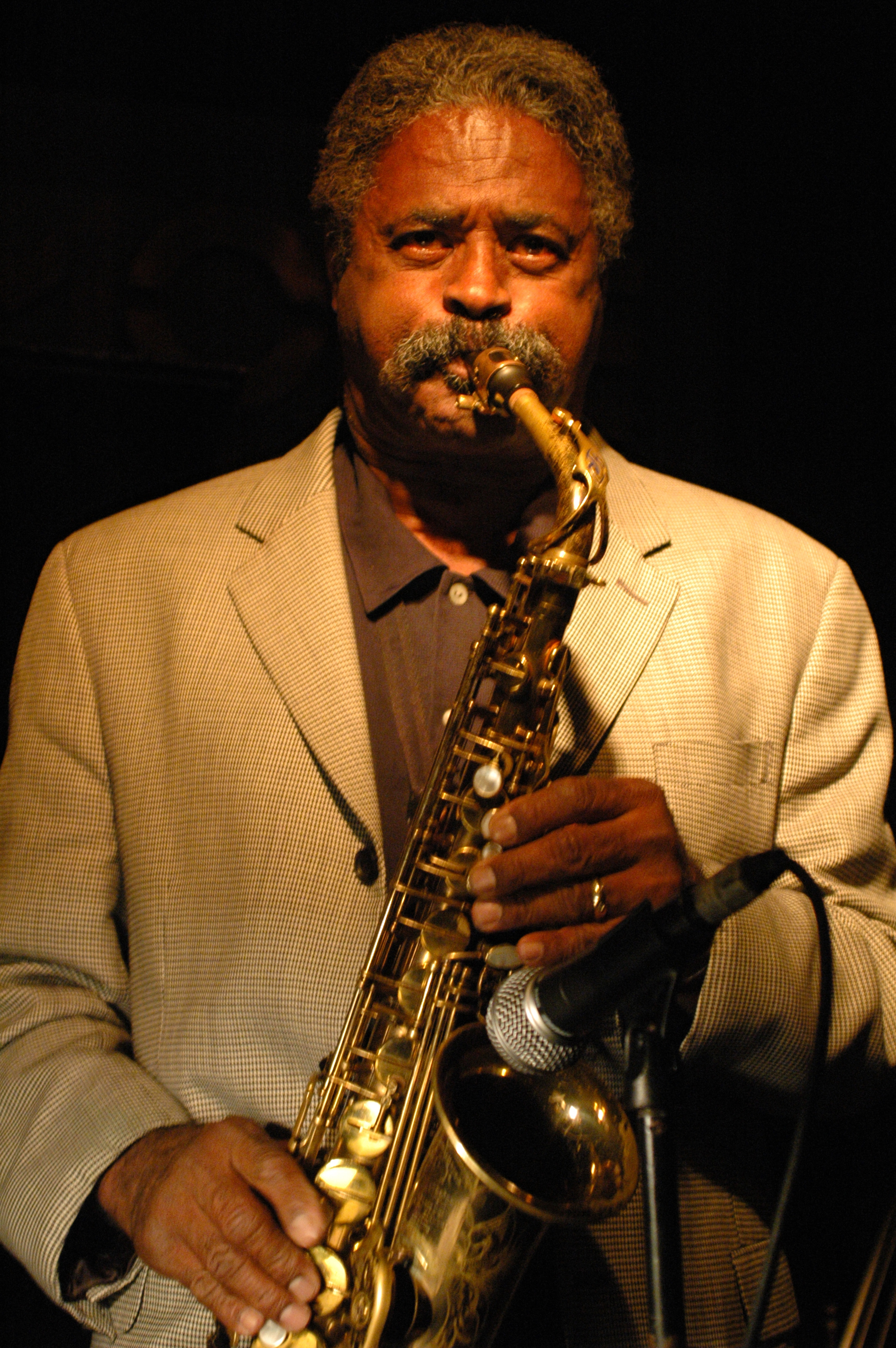
Charles McPherson, einer der Solisten des Albums (2006)

Die Mingus-Biographen Horst Weber und Gerd Filtgen heben insbesondere die Leistung des Arrangeurs Sy Johnson hervor; von seiner Orchestrierung „könne man nur mit Respekt sprechen, denn trotz der großen Besetzung wirken die Arrangements nie schwerfällig.“ Der Kritiker George Kanzler nennt das Album Mingus’ ambitioniertestes Projekt in seinem Versuch, neue „hohe Gebäude“ im Jazz durch die Verwendung größerer Ensembles und ausgedehnter kompositorischer Strukturen zu schaffen. Kanzler erwähnt auch, dass Let My Children Hear Music Mingus’ Favorit unter seinen Veröffentlichungen war und belegt dies mit einem Brief von Mingus an Sy Johnson, den er kurz vor seinem Tod 1979 aus Mexiko sandte.
Für Tim Ryan ist das Album eines der besten von Mingus und gleichwertig mit Mingus Ah Um und The Black Saint and the Sinner Lady Brian Olewnick, der bei AllMusic das Album mit der Höchstbewertung auszeichnete, hebt die Bedeutung hervor, die das Album für Mingus selbst hatte: „Obwohl meist Mingusʼ Aufnahmen mit kleineren Besetzungen als herausragend genannt würden, steht Let My Children Hear Music an der Spitze seines Œuvres und ist den großartigsten Aufnahmen für größere Ensembles und sogar denen von Duke Ellington ebenbürtig.“ Die Stücke seien mit den Jahren gereift; eines stamme sogar aus dem Jahr 1939. Von dem eröffnenden „The Shoes of the Fisherman’s Wife Are Some Jive Ass Slippers“ bis zu dem quirligen The I of Hurricane Sue seien unter diesen Stücken einige der wohl ausdrucksstärksten und lebendigsten, die je aufgenommen worden sind. Jedes Stück habe seine eigenen Stärken; aber die besondere Aufmerksamkeit gelte insbesondere zwei Titeln: Adagio Ma Non Troppo mit seinen kristallinen Momenten von Schönheit sei eine erstaunliche Komposition; Hobo Ho sei eine Kraftprobe für das leidenschaftliche Tenorsaxophonspiel von James Moody, der unglaubliche Tonhöhen erreiche; die ihn unterstützenden Bläser trieben ihn und die weiteren Solisten Riff auf Riff an, bis die ursprüngliche Komposition an den Rand des totalen Chaos abgleite. Let My Children Hear Music sei eine Spitzenleistung und ein Muss für jeden ernsthaften Sammler. Olewnick merkt lediglich kritisch an, dass die neuen liner notes der CD-Ausgabe nur Bruchstücke des Mingus-Essays wiedergeben.
Der Autor Tim Ryan schrieb: „Mingus hatte offensichtlich gefunden, was er verloren hatte, und das Resultat war einiges der kraftvollsten, bewegendsten und letztlich unterhaltsamsten Musik seiner großartigen Karriere.“

## Nachwirkungen des Albums
Mingus wendete sich mit dem Titel Let My Children Hear Music programmatisch an die afro-amerikanische Bevölkerung wie auch an seine Fans; Mingus schrieb in den liner notes: For too long all they have heard is noise. Große Teile der Kompositionen und Arrangements übernahmen Mingus, Sy Johnson und Teo Macero für das Folgeprojekt, das Livekonzert Charles Mingus and Friends in Concert 1972.
Nach der Fertigstellung des Albums arbeitete er mit Gunther Schuller zusammen und schrieb weiter an orchestralen Kompositionen für bis zu 32 Musikern; als er krankheitsbedingt nicht mehr in der Lage war zu spielen, sang oder summte er seine neuen Kompositionen. Nach Mingus’ Tod 1979, wurde Let My Children Hear Music als Ballett-Stück von Alvin Ailey aufgeführt. Posthum wurde dann am 3. Juni 1989 die von Gunther Schuller rekonstruierte Fassung von “Epitaph” aufgeführt, in der auch Mingus’ Komposition The Chill of Death eingefügt wurde. Ein letzter Tribut an Mingus’ Werk war die Übergabe der Manuskripte, Aufnahmen und Photos durch seine Witwe Sue Mingus an die Library of Congress. Vorher hatten die New York City Libraries ihr Mingus-Archiv in „Let My Children Hear Music“ umbenannt.
Der französische Konzeptkünstler Jean-Jacques Birgé führte mit Bernard Vitet das Werk 1992 im Rahmen des gemeinsamen Projektes Drame Musical Instanané (D.M.I.) auf.
Das Magazin Rolling Stone wählte das Album 2013 in seiner Liste Die 100 besten Jazz-Alben auf Platz 67.

## Trivia
Zum Abschluss der Produktion kam es zum Streit zwischen Sy Johnson und Mingus, weil dieser auf der Plattenhülle Orchestration by Charles Mingus stehen haben wollte, ohne den Anteil Johnsons an den Arrangements zu erwähnen.
Außerdem gab es Ärger, da bei der Plattenveröffentlichung nicht alle beteiligten Musiker genannt wurden. Der verantwortliche Mitarbeiter von Columbia wurde deshalb versetzt. Die Linernotes von Mingus wurden für einen Grammy nominiert – die einzige Grammynominierung, die er zu Lebzeiten erhielt, „und sie galt nicht seiner Musik.“
Let My Children Hear Music ist auch der Name einer gemeinnützigen New Yorker Organisation, die 1986 gegründet wurde, um das kompositorische Vermächtnis von Charles Mingus durch Veröffentlichungen, Lehre, Archivierung und Aufführungen zu pflegen. Die Organisation unterstützte die Aufführung von Epitaph im Jahr 1989 durch Gunther Schuller im Lincoln Center.

## Die Titel
- Charles Mingus: Let My Children Hear Music (Columbia KC 31039 (LP)/Columbia 471247-2 (CD))
  1. The Shoes of the Fisherman’s Wife Are Some Jive Ass Slipper – 9:34 – Transkription, Arrangement und Orchestrierung von Sy Johnson
  2. Adagio ma Non Troppo – 8:22 – Transkription von Hub Miller; Arrangement und Orchestrierung von Alan Raph
  3. Don’t Be Afraid, the Clown’s Afraid Too – 9:26 – Transkription, Arrangement und Orchestrierung von Sy Johnson; Leitung von Teo Macero
  4. Taurus in the Arena of Life – 4:17 – Transkription, Arrangement und Orchestrierung von Sy Johnson (nicht auf der LP enthalten)
  5. Hobo Ho – 10:07 – Arrangement von Charles Mingus; Leitung von Sy Johnson
  6. The Chill of Death – 7:38  Arrangement/Orchestrierung von Charles Mingus; Leitung von Alan Raph; Rezitation von Charles Mingus
  7. The I of Hurricane Sue – 10:09 – Arrangement von Sy Johnson; Orchestrierung von Charles Mingus
- Alle Kompositionen stammen von Charles Mingus.